# Necrópole de Samtavro

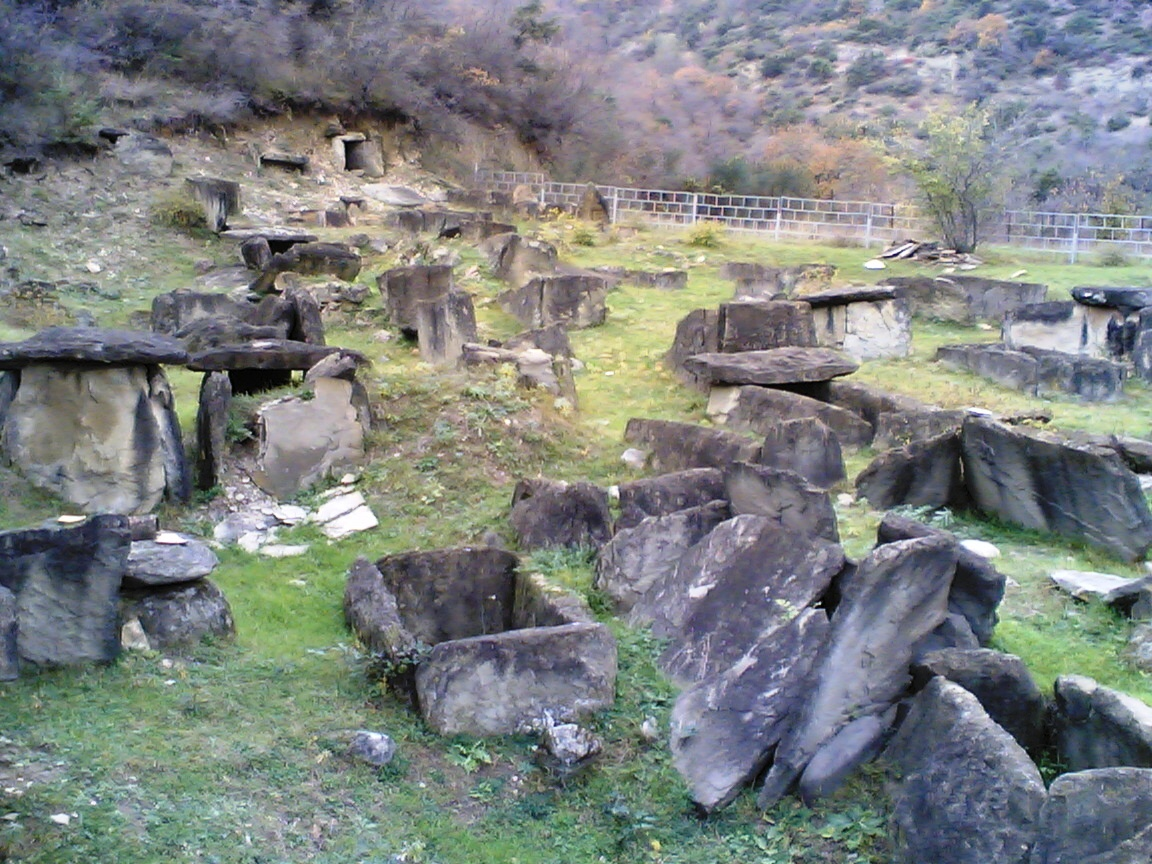
Vista do lugar

A necrópole de Samtavro (em georgiano:  სამთავროს სამაროვანი), é um cemitério localizado ao norte de Mtsjeta, na Geórgia, datado entre meados do terceiro milênio a.C. e o século X. Foi escavado pela primeira vez por F. Bayern na década de 1870 e 1880. As escavações começaram novamente em 1938 por A. Kalandadze e continuam até hoje.

## História
Arqueólogos examinaram até três mil túmulos de vários tipos e determinaram a estratigrafia do local. Cerâmica arcaica, ferramentas de pedra e estruturas queimadas foram descobertas na camada cultural mais antiga (início da Idade do Bronze). Um monte de enterro da Idade do Bronze Médio continha ferramentas de bronze, joias de ouro e pérolas, entre outros. Material arqueológico particularmente diverso foi encontrado nos enterros do final da Idade do Bronze e da Idade do Ferro. Entre os artefatos encontrados estavam cerâmicas polidas com padrões geométricos e cerâmicas esmaltadas, ferramentas de bronze e ferro, cintas de bronze gravadas, ossos, figuras de bronze zoomórficas, bem como ágatas e outras joias.
A camada superior do cemitério data do século II/I a.C.. Continha túmulos de pedra, cistas, sarcófagos de pedra, criptas de silhares e tumbas de tijolos ou lajes.